# 리안 카트먼
리안 카트먼(Liane Cartman)은 《사우스 파크》에 등장하는 등장인물이다. 그녀의 목소리는 메리 케이 버그만과 엘리자 슈나이더, 그리고 에이프릴 스튜어트가 맡았다. 그녀는 에릭 카트먼의 한부모이다. 카트먼 부인은 매우 음탕한것과, 양성인이란 점에서 악명이 높아서 완전한 이방인 취급을 받는다.

## 성격
카트먼은 《사우스 파크》의 여성들의 중간에서 키가 좀 큰편이다. 그녀는 갈색머리를 하고 있고, 위에는 하늘색 옷을 입고 있고, 빨강 바지를 입고 있다. 그녀는 그녀의 돼지같은 아들인 에릭 카트먼에게 극도로 순종하고 카트먼이 원하는걸 모든지 들어주는 것을 볼 수 있다. 그건 그 모자간의 깊은 유대관계를 보여준다. 그러나, "Tsst"에피소드에서 그녀는 카트먼의 흐느낌과 복종에 저항하는걸 볼 수 있다.
리안은 개인적으로는 매우 성숙함을 보여준다. 그러나 그녀에게는 뚜렷한 경계가 없다. 그녀의 목소리는 보통 친절하고 부드러우며, 그녀의 행동은 대체로 다른 사람들을 돕는데, 특히 에릭 카트먼을 각별히 돕는다. 그러나 그녀는 또한 매우 성적인 행동을 하고, 그리고 정기적으로 그녀의 행위를 뒤쫓는다. 소문에 그녀는 코카인에 중독된 여자이기도 하고, 그리고  독일 "똥"비디오에 출현하기도 하였다. 그녀는 또한 집에 찾아온 모르는 사람과 성행위를 해도 그 사람에 대한 자식이 없다.

## 가족과 친구들
그녀의 가족관계는 그녀의 아들인 에릭 카트먼밖에 없다. 그녀는 그녀의 아들인 카트먼때문에 욕을 먹기도 하고, 그리고 그의 아들에게 하는 보통의 태도때문에 대단한 점수를 받기도 한다. 친구관계에서, 리안은 사우스 파크내의 부모들의 관계에 끼어 있다. 그녀는 종종 다른사람들이 모일 때 스탠의 부모님상이 끼인 모습을 볼 수 있다.

## 그녀가 특출하게 나온 에피소드

### "Cartman's Mom is a Dirty Slut"
이 에피소드에서, 그녀가 사우스 파크의 모든 어른들과 하룻밤을 보냈다는 것이 밝혀지게 된다(양 다리가 없는 사람을 제외하고). 여기에는 흐르는 물 추장과, 셰프, 게리슨 선생, 빅토리아 교장, 시장, 예수, 맥시 신부, 메피스토 박사와 그의 조수인 케빈과, 짐보, 네드, 제랄드 브로플로프스키, 그리고 1989/1991 덴버 브롱코스가 있다. 그녀는 아들인 카트먼에게 섹스에 관해 이렇게 설명한다.
| “ | 보통 남자들은 그들의 거시기를 여자의 차차에 넣어.(Sometimes the man puts his hoo-hoo-dilly in the woman's cha-cha.) | ” |

### "Cartman's Mom is Still a Dirty Slut"
이 에피소드에서, 리안 카트먼이 양성인으로 밝혀져서, 리안이 카트먼의 아버지란 사실이 밝혀지게 된다.

### "Tsst"
카트먼의 나쁜 행동을 제어하기 위해서, 그녀는 시저 밀란(Cesar Millan)을 고용한다. 그는 그녀에게 에릭 카트먼의 질질짬과 화를 그를 개로 생각함으로써 잡는 방법을 가르쳐 주었다. 그건 카트먼을 두손가락으로 찌르는 것과, 목걸이와, "Tsst"라는 의성어를 내는 것이 있다. (실제로 NatGeoWild 채널에서 방영 중인 다큐 시리즈 Dog Whisperer의 패러디이다.) 이건 리안을 기쁘게 하였다. 그녀는 시저 밀란과 관계를 갖기를 원하지만, 그는 일을 마치자 그녀에게서 떠나버린다.